# 安东尼站
安东尼站（法語：Gare d'Antony），是法国的一个铁路车站，属于大区快铁B线B2支线和奥利机场内线。位于上塞纳省安东尼。属于第三收费区（法語：Zone 3）。

## 历史
- 1854年7月29日，开通使用。
- 1977年12月9日，大区快铁B线开始使用本站。
- 1991年10月2日，奥利机场内线开始使用本站[2]。

## 公交换乘线
- RATP公交路网196路、286路、297路、395路
- 安东尼城市公共交通1路、2路、3路、8路、9路、12路